# Bol'shesel'sky (huyện)
Huyện Bol'shesel'sky (tiếng Nga: ? райо́н) là một huyện hành chính tự quản (raion), của Tỉnh Yaroslavl, Nga. Huyện có diện tích 1315 km². Trung tâm của huyện đóng ở Bol'shoye Selo.